# Héliport de Comino
Pour les articles homonymes, voir JCO.
L'héliport de Comino est le seul héliport de l'île de Comino à Malte. 

## Situation
| Aéroport international Gozo Comino |